# 彼泽·吕克贝尔
彼泽·吕克贝尔（丹麥語：Peder Lykkeberg，1878年2月11日—1944年12月23日），丹麦商人、业余游泳高手。他于1899年创办了丹麦最古老的鲱鱼工厂，即今吕克贝尔股份公司（Lykkeberg A/S）。他参加过1900年巴黎奥运会，在潜泳比赛中获得一枚铜牌。

## 商业生涯
彼泽·吕克贝尔出生于丹麦斯坎讷堡。年轻时，他曾从富勒湖里救起三位翻船落水的男子。其中一人是富商，获救后赠予了吕克贝尔一大笔感谢金。吕克贝尔用这笔钱于1899年在哥本哈根创办了吕克贝尔公司，生产罐装的腌制鲱鱼、鳕鱼等，是丹麦最古老的鲱鱼生产商。此后公司不断发展壮大，出口产品颇受欢迎。1935年，他与合伙人奥尔拉·戴维森（Orla Davidsen）一同发起成立了丹麦鱼罐头产业协会。1944年，彼泽·吕克贝尔去世，公司交给遗孀和两个儿子经营。

## 奥运会经历
1900年，吕克贝尔参加了在法国巴黎举办的第二届现代奥运会，参与潜泳比赛的角逐。根据规则，运动员在塞纳河里沿着一座浮桥潜泳，在水下每待1秒钟得1分，每游1米得2分。冠军和亚军都一口气游到了60米终点处，分别待了68.4秒和65.4秒。吕克贝尔在水下一口气待了90秒钟，但只游了28.5米。一种说法认为，吕克贝尔到了终点处又折返回来，但成绩只从起点开始测量。另一种说法认为，他下水后迷失了方向，没有沿着浮桥，而是斜向在游。无论如何，他本来有很大机会夺冠，最终得到一枚铜牌。这是奥运会的第一次也是最后一次潜泳比赛。